# Canton de Cayenne Sud-Est

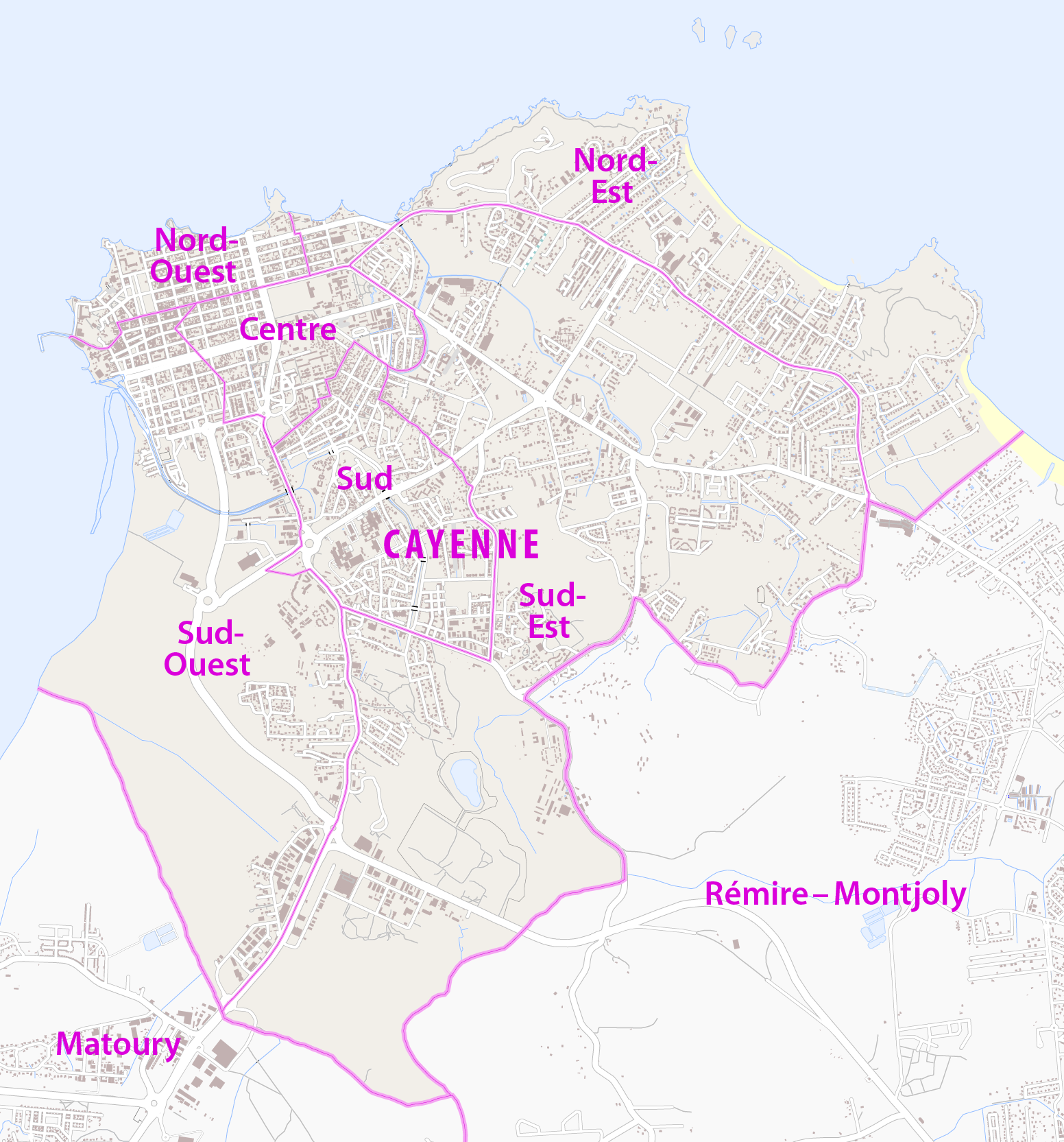

Le canton de Cayenne Sud-Est est une ancienne division administrative française, située dans le département de la Guyane, dans l'arrondissement de Cayenne.

## Présentation
Il comprenait une partie de la commune de Cayenne
Quartiers de Cayenne inclus dans le canton :
- Rebard
- Coulée d'Or
- Mango
- Baduel
- La Roseraie
- Les Maringouins
- Bonhomme
- Mont-Lucas

## Administration
| Période | Période          | Identité         | Étiquette | Qualité                                                                                 |
| ------- | ---------------- | ---------------- | --------- | --------------------------------------------------------------------------------------- |
| 1955    | 1964             | Jules Gaye       | PSG       |                                                                                         |
| 1964    | 1980 (démission) | Henri Agarande   | PSG       | Ancien directeur de collège Sénateur (1978-1980) Ancien conseiller municipal de Cayenne |
| 1980    | 1988             | Jean Catayee     | PSG       |                                                                                         |
| 1988    | 1994             | René Clervaux    | PSG       |                                                                                         |
| 1994    | 2001             | Louis Lafontaine | DVG       | Suppléant de Christiane Taubira                                                         |
| 2001    | 2015             | Alex Alexandre   | PSG       | Artisan Vice-Président du Conseil Général Adjoint au maire de Cayenne                   |